# Powerless (Linkin Park)
Powerless è un singolo del gruppo musicale statunitense Linkin Park, pubblicato il 31 ottobre 2012 come quarto estratto dal quinto album in studio Living Things.

## Descrizione
Si tratta del brano conclusivo dell'album ed è nato durante il processo di composizione del quarto album in studio A Thousand Suns del 2010. Secondo quanto spiegato da Mike Shinoda in occasione di un'intervista concessa dai Linkin Park a MTV, Powerless è il brano che ha richiesto più tempo di lavorazione rispetto agli altri di Living Things:

## Promozione
La canzone è stata utilizzata per i titoli di coda del film La leggenda del cacciatore di vampiri. Un video promozionale di Powerless (che vede scene dei Linkin Park che eseguono il brano alternate a quelle del film) fu pubblicato su Yahoo!, come trailer musicale del film. Il filmato è stato diretto da Timur Bekmambetov, regista de La leggenda del cacciatore di vampiri, e filmato a Berlino.
Il singolo è stato invece commercializzato nel solo Giappone esclusivamente per il download digitale.
Un remix del brano realizzato da DJ Enferno è stato pubblicato inizialmente sul suo profilo SoundCloud nel mese di settembre 2013 e successivamente anche nella lista tracce dell'album di remix Recharged, pubblicato nell'ottobre dello stesso anno.

## Video musicale
In un'intervista, Chester Bennington ha confermato che il gruppo avrebbe realizzato un video musicale per il brano ma il progetto sembra essere stato abbandonato. Tuttavia, il 27 novembre 2012 l'organizzazione benefica Music for Relief pubblicò un video di Powerless per promuovere la campagna Power the World.
Il video alterna immagini del gruppo mentre esegue il brano (le stesse presenti per il trailer musicale del film La leggenda del cacciatore di vampiri) con altre incentrate sulla questione dell'elettricità nel mondo, motivando che 1,3 miliardi di persone vivono senza accesso all'elettricità.

## Tracce
1. Powerless – 3:44

## Formazione
Hanno partecipato alle registrazioni, secondo le note di copertina di Living Things:
Gruppo
- Chester Bennington – voce
- Rob Bourdon – batteria, cori
- Brad Delson – tastiera, programmazione, cori
- Phoenix – basso, cori
- Joe Hahn – giradischi, campionatore, cori
- Mike Shinoda – voce, chitarra, pianoforte, tastiera, programmazione

Produzione
- Rick Rubin – produzione
- Mike Shinoda – produzione, ingegneria del suono
- Brad Delson – produzione aggiuntiva
- Ethan Mates – ingegneria del suono
- Andrew Hayes – assistenza tecnica
- Jerry Johnson – tecnico alla batteria in studio
- Ryan DeMarti – coordinazione della produzione dell'album
- Manny Marroquin – missaggio
- Chris Gallandm Del Bowers – assistenza missaggio
- Brian Gardner – mastering

## Classifiche
| Classifica (2012)          | Posizione massima |
| -------------------------- | ----------------- |
| Regno Unito (rock & metal) | 40                |